# Споразум у Дохи
Споразум из Дохе (2020), познат и као Споразум о доношењу мира у Авганистану, мировни је споразум који су 29. фебруара 2020. године потписале Сједињене Државе и Талибани ради окончања Авганистанског рата. Уговор на четири странице потписан је у Шератон Гранд Доха у Дохи, Катар, и објављен на веб страници америчког Стејт департмента.
Договор је предвиђао повлачење свих снага НАТО-а из Авганистана, у замену за обећање талибана да спречи деловање Ал-Каиде у подручјима под контролом талибана, као и текуће разговоре између талибана и авганистанске владе. Сједињене Државе пристале су на почетно смањење својих снага са 13.000 на 8.600 у року од 135 дана (тј. До јула 2020), након чега би услиједило потпуно повлачење у року од 14 мјесеци (тј. До 1. маја 2021) ако талибани задрже своје снаге обавезе. Сједињене Државе су се такође обавезале да ће затворити пет војних база у року од 135 дана, и изразиле су намеру да окончају економске санкције талибанима до 27. августа 2020. године.
Договор су подржале Кина, Русија и Пакистан, а једногласно га је одобрио и Савет безбедности УН, али није укључивао владу Авганистана. Индија је поздравила пакт.
Упркос мировном споразуму, побуњенички напади на авганистанске снаге безбедности порасли су 45 дана након споразума. Талибани су извршили више од 4.500 напада у Авганистану, а убијено је више од 900 авганистанских снага безбедности. Због смањења броја офанзива против талибана, жртве талибана пале су на 610, са око 1.660 у истом периоду годину дана раније.